# Yoenis Céspedes
Artikeln följer den spanska namnseden; faderns efternamn är Céspedes och moderns efternamn Milanés.

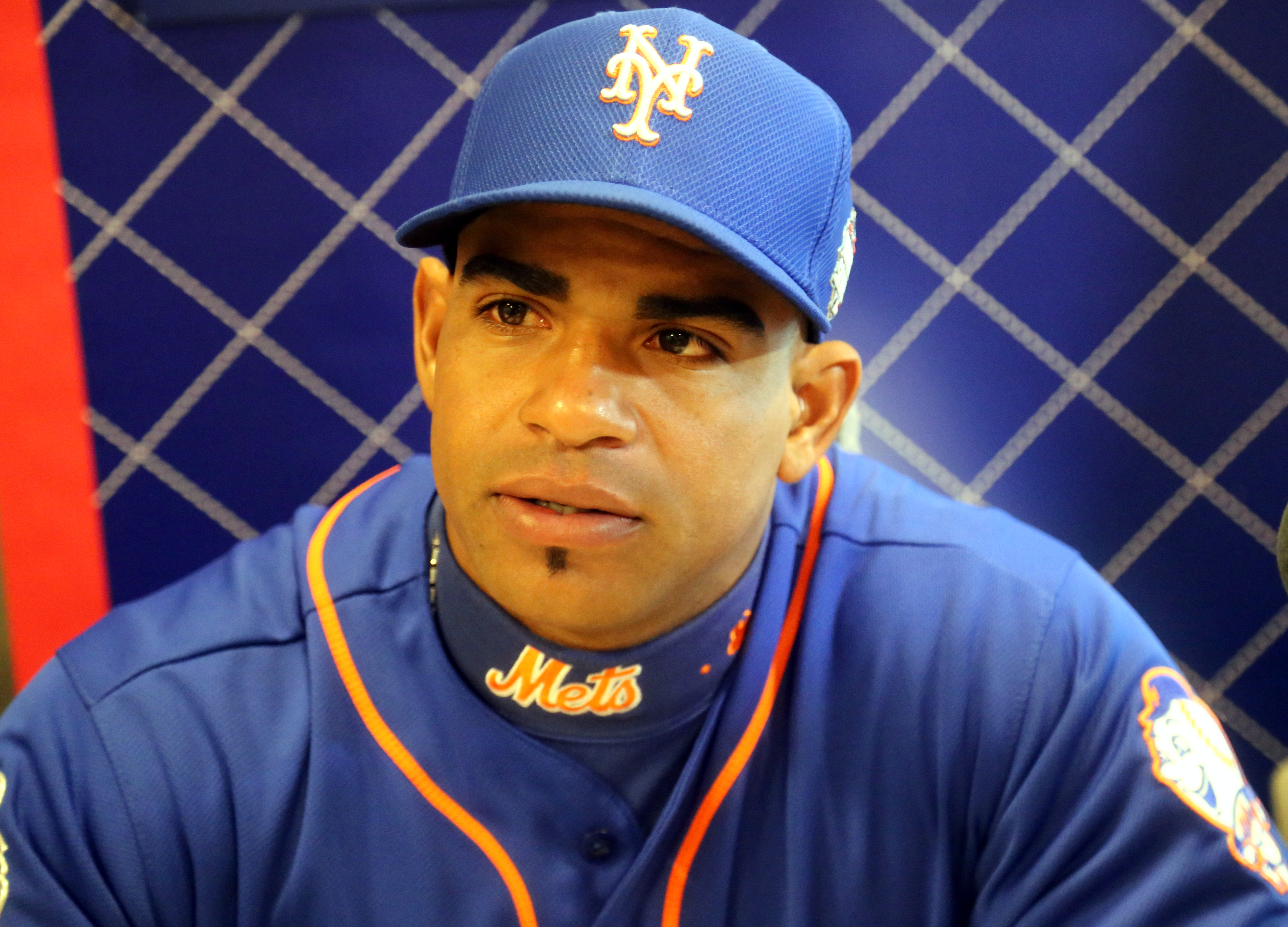
Yoenis Céspedes i New York Mets dräkt 2015.

Yoenis Céspedes Milanés, född den 18 oktober 1985 i Campechuela, är en kubansk professionell basebollspelare som är free agent. Céspedes är outfielder, främst leftfielder.
Céspedes har tidigare spelat för Oakland Athletics (2012–2014), Boston Red Sox (2014), Detroit Tigers (2015) och New York Mets (2015–2018 och 2020) i Major League Baseball (MLB). Dessförinnan spelade han för Alazanes de Granma i Serie Nacional de Béisbol (SNB) (2003–2011).
Bland Céspedes meriter i MLB kan nämnas att han tagits ut till två all star-matcher samt vunnit en Gold Glove Award och en Silver Slugger Award.

## Karriär

### Serie Nacional de Béisbol
Céspedes debuterade som tonåring i SNB säsongen 2003/04 för Alazanes de Granma och spelade för den klubben under alla åtta säsonger som han spelade i SNB. Han var mycket framgångsrik där och var ofta bland de bästa i offensiva statistiska kategorier såsom slaggenomsnitt, homeruns och RBI:s (inslagna poäng). Under hans sista säsong i SNB 2010/11 hade han ett slaggenomsnitt på 0,333, 33 homeruns (nytt ligarekord) och 99 RBI:s på 90 matcher. Trots detta fick han bara plats i C-landslaget och bestämde sig för att hoppa av från Kuba, vilket han gjorde sommaren 2011 genom att åka motorbåt till Dominikanska republiken tillsammans med sin mor, en före detta landslagsspelare i softboll.

### Major League Baseball

#### Oakland Athletics

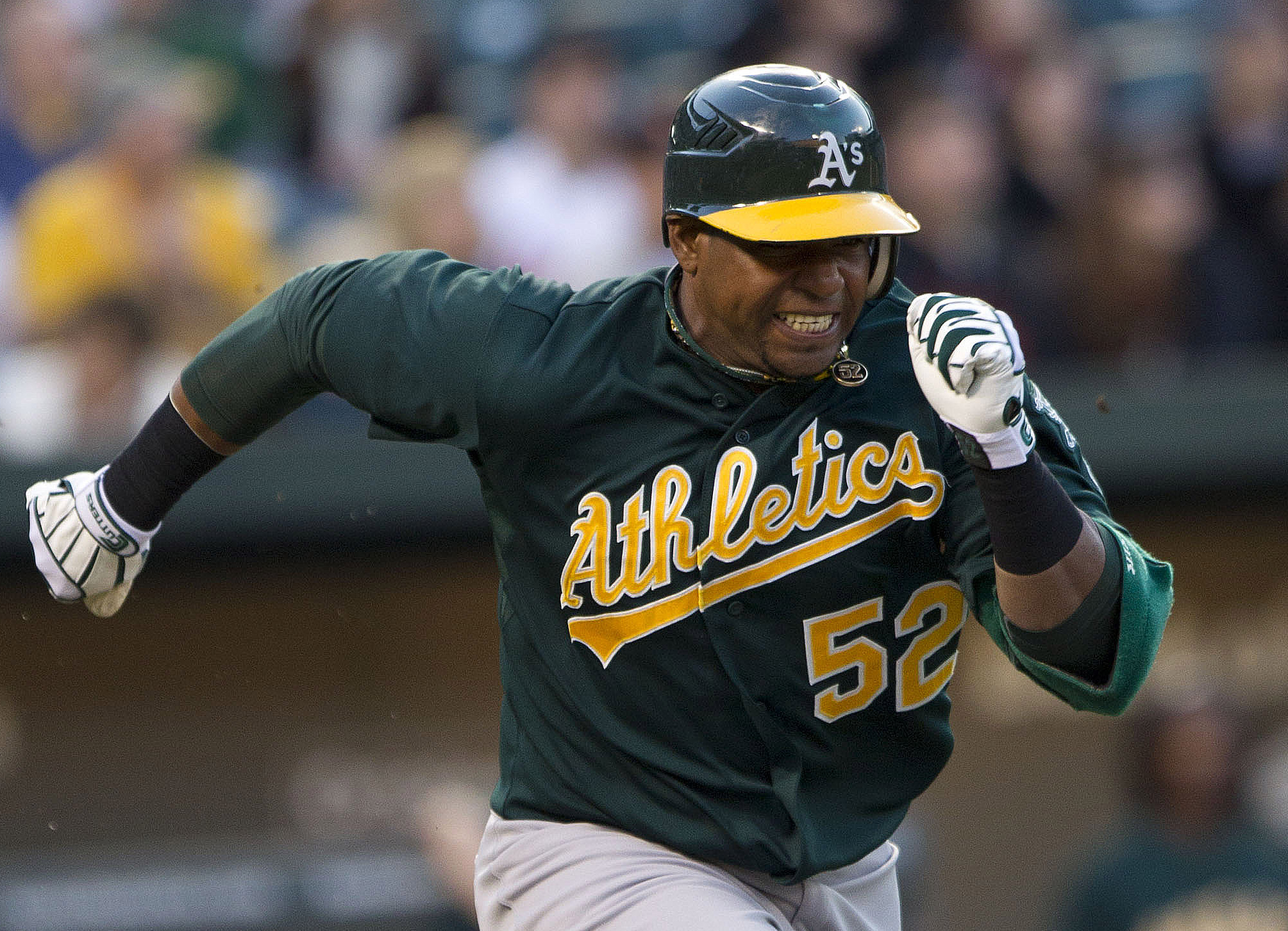
Céspedes i Oakland Athletics dräkt 2012.

Céspedes skrev i början av 2012 på ett fyraårskontrakt värt 36 miljoner dollar med Oakland Athletics i MLB. Han gjorde sin debut i MLB den 28 mars 2012 i Oaklands första match för säsongen. I mitten av juli utsågs han till Player of the Week i American League efter att ha haft åtta hits, varav två homeruns, sex RBI:s och fem poäng på tre matcher. Han hade under debutsäsongen ett slaggenomsnitt på 0,292, 23 homeruns och 82 RBI:s och kom tvåa i omröstningen till American Leagues Rookie of the Year Award efter Mike Trout.
Under Céspedes andra säsong för Athletics hade han ett sämre slaggenomsnitt (0,240), men fortfarande många homeruns (26) och RBI:s (80). En höjdpunkt var när han vann Home Run Derby-tävlingen i samband med all star-matchen i juli i imponerande stil. Han fick plats i tävlingen i sista stund och blev den första spelaren att vinna tävlingen utan att vara uttagen till all star-matchen. Nästföljande säsong togs han dock ut till all star-matchen för första gången och vann Home Run Derby för andra året i rad, något som bara Ken Griffey Jr. lyckats med tidigare. Han började under säsongen uppmärksammas för sin kastarm när han hade flera spektakulära outfield assists. I slutet av juli 2014 trejdades Céspedes till Boston Red Sox i utbyte mot bland annat Jon Lester. Han hade då ett slaggenomsnitt på 0,256, 17 homeruns och 67 RBI:s.

#### Boston Red Sox
Under resten av 2014 års säsong hade Céspedes ett slaggenomsnitt på 0,269, fem homeruns och 33 RBI:s och kom därmed upp i 100 RBI:s för första gången. I december trejdade Red Sox honom och två andra spelare till Detroit Tigers i utbyte mot Rick Porcello.

#### Detroit Tigers

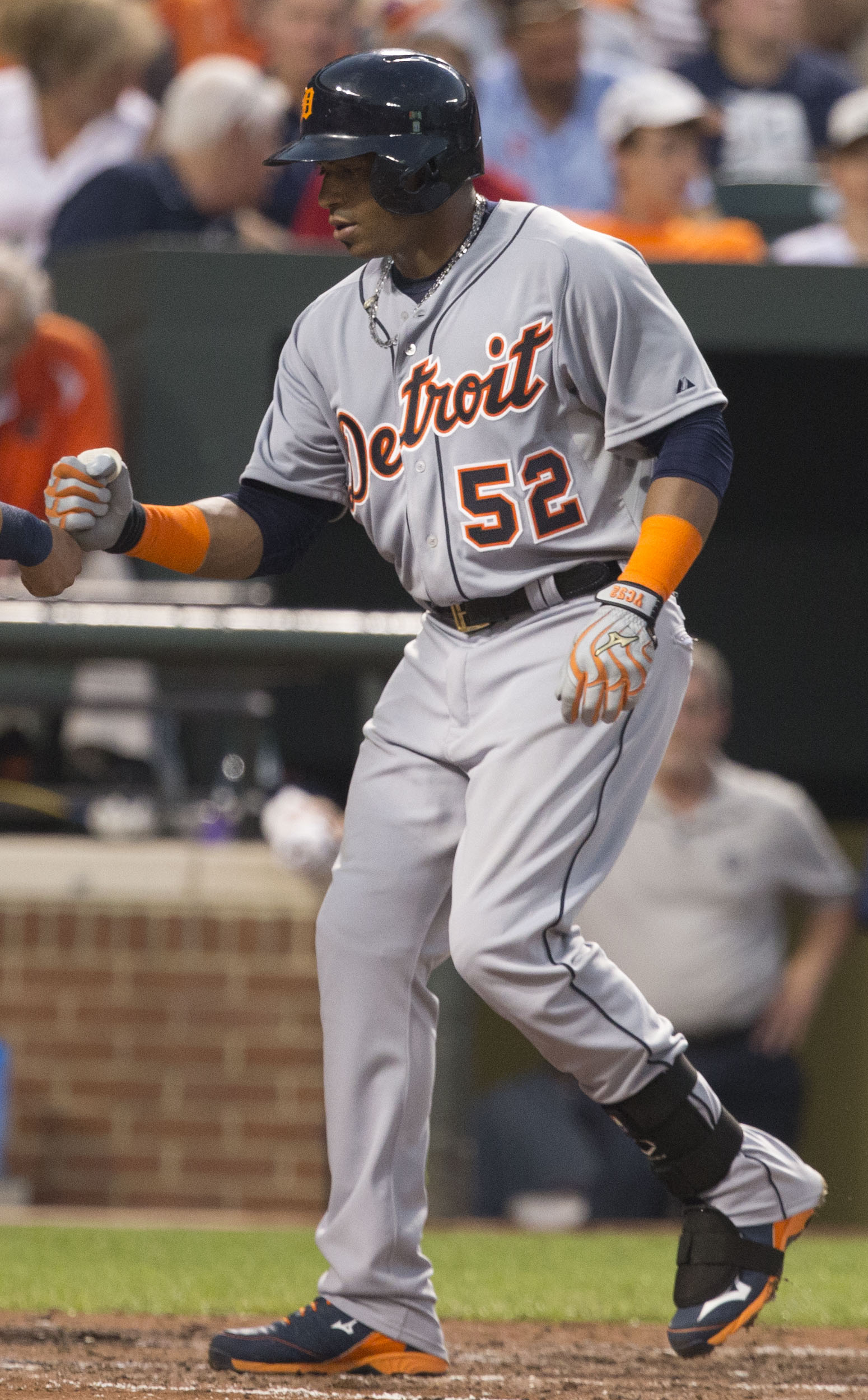
Céspedes i sin sista match för Detroit Tigers.

Céspedes blev inte långvarig hos Tigers, som trejdade honom till New York Mets i slutet av juli 2015 i utbyte mot två unga talanger. För Detroit hade han ett slaggenomsnitt på 0,293, 18 homeruns och 61 RBI:s. Trots att han bara spelade fyra av säsongens sex månader i American League vann han efter säsongen en Gold Glove Award som den bästa defensiva leftfieldern i ligan. Det var bara andra gången som en spelare vann en Gold Glove Award efter att ha bytt liga mitt under säsongen, den första som gjorde det var Vic Power 1964.

#### New York Mets
Céspedes spelade mycket bra för Mets under resten av säsongen. Han hade fem hits, varav tre homeruns, fem poäng, sju RBI:s och en stulen bas i en match mot Colorado Rockies den 21 augusti, den bästa matchen av en slagman under 2015 års säsong enligt ESPN. Ett par veckor senare utsågs han till Player of the Week i National League efter bland annat tolv RBI:s. Under grundserien för Mets hade han ett slaggenomsnitt på 0,287, 17 homeruns och 44 RBI:s, vilket för hela säsongen 2015 innebar ett slaggenomsnitt på 0,291, 35 homeruns och 105 RBI:s.
Céspedes fina spel bidrog till att Mets gick till slutspel och därefter hela vägen till World Series mot Kansas City Royals. Mets hade inte varit i World Series på 15 år. Céspedes inledde dock World Series på ett illavarslande sätt – den första matchens allra första kast slogs av Royals Alcides Escobar i riktning mot Céspedes som misslyckades med att fånga en lyra utan i stället träffade bollen hans ben och rullade iväg. Under tiden sprang Escobar hela vägen runt baserna och gjorde poäng, vilket innebar en inside-the-park homerun, den första i World Series sedan 1929. Mets förlorade matchen med 4–5 efter förlängning (14 inningar). Sedermera förlorade Mets World Series med 1–4 i matcher och Céspedes hade ett slaggenomsnitt på bara 0,150, inga homeruns och en RBI. Efter säsongen blev han free agent, men skrev på för Mets igen i form av ett treårskontrakt som rapporterades vara värt 75 miljoner dollar och som innehöll en möjlighet för Céspedes att bryta kontraktet efter den första säsongen.
2016 togs Céspedes ut till sin andra all star-match, och för första gången röstades han fram att starta matchen. Han tvingades dock avstå från spel på grund av en lårmuskelskada. Hans statistik för säsongen var ett slaggenomsnitt på 0,280, 31 homeruns och 86 RBI:s. För detta belönades han med sin första Silver Slugger Award. Han valde efter säsongen att bryta sitt kontrakt i syfte att erbjudas ett nytt ännu mer fördelaktigt, och det lyckades han med när han skrev på ett fyraårskontrakt med Mets värt 110 miljoner dollar, det största free agent-kontraktet i klubbens historia.

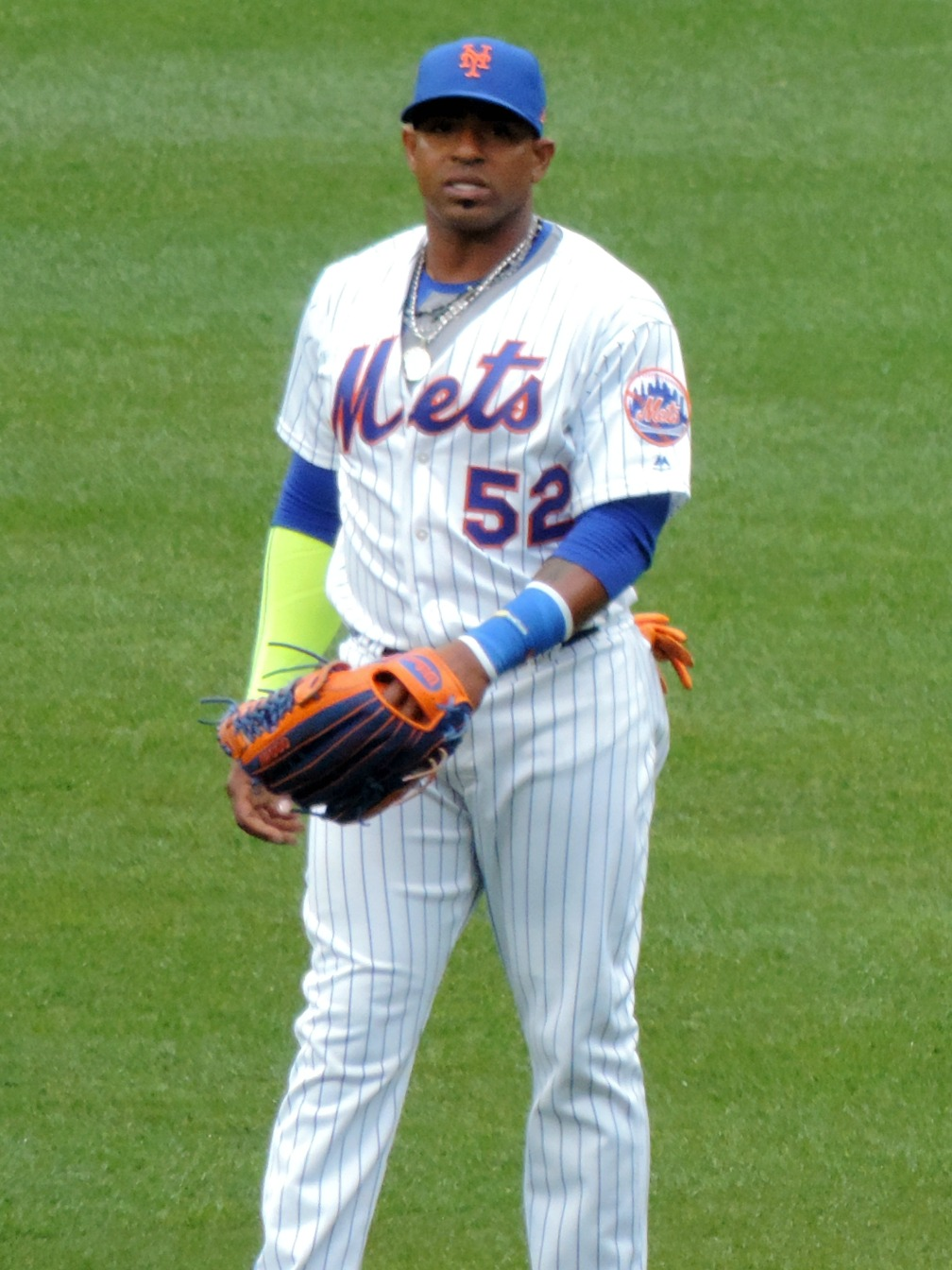
Céspedes i New York Mets dräkt 2018.

Efter en knapp månads spel 2017 skadade Céspedes sig i vänster lårs baksida och med en dryg månad kvar av grundserien skadade han höger lårs baksida. Skadorna medförde att han bara spelade 81 matcher under säsongen med ett slaggenomsnitt på 0,292, 17 homeruns och 42 RBI:s.
Céspedes skadeproblem fortsatte 2018 med en höftskada i mitten av maj och, efter en comeback i slutet av juli som bara varade en match, smärta i båda hälarna. Den senare skadan visade sig vara så allvarlig att den krävde operation med en konvalescenstid på åtta till tio månader. Det blev bara 38 matcher för Céspedes 2018 med ett slaggenomsnitt på 0,262, nio homeruns och 29 RBI:s.
I maj 2019 drabbades Céspedes av flera frakturer i höger vrist efter en olyckshändelse på sin gård i Florida och hans comeback fördröjdes ytterligare. Han missade hela 2019 års säsong och efter säsongen omarbetades hans kontrakt så att hans lön för 2020 kraftigt sänktes. Strax därefter avslöjades det att Céspedes hade ådragit sig vristfrakturerna efter en konfrontation med ett vildsvin.
Céspedes kunde till slut göra comeback i Mets första match 2020, som spelades först i slutet av juli på grund av coronaviruspandemin. Under denna säsong bestämdes det att designated hitters skulle användas i National League för första gången någonsin, och Céspedes blev historisk genom att vara den första designated hittern att slå en homerun i en match i National League. Tack vare Céspedes homerun vann Mets matchen med 1–0. Efter bara åtta matcher meddelade Céspedes överraskande att han valde att inte spela mer den säsongen på grund av pandemin. Efter säsongen gick hans fyraårskontrakt med Mets ut och han blev återigen free agent.
Inför 2021 års säsong höll Céspedes en uppvisning i Florida för intresserade klubbar.

### Internationellt
Innan Céspedes hoppade av från Kuba spelade han flera gånger för Kubas landslag. Debuten kom under Panamerikanska spelen 2007 där det blev guld.
Céspedes spelade även i World Baseball Classic 2009, där han togs ut till turneringens all star-lag efter att ha haft ett slaggenomsnitt på 0,458, två homeruns och fem RBI:s. Kuba blev utslagna av Japan och i den matchen gjorde Céspedes en kostsam error. Det var första gången på 50 år som Kuba inte gick till final i en stor internationell turnering. Senare under året var han med i VM där Kuba tog silver.
Sommaren 2010 deltog Céspedes vid World University Baseball Championship i Japan och tog guld. Senare samma år spelade han i Interkontinentala cupen i Taiwan där Kuba tog ännu ett guld.